# Темирчи
Темирчи (узб. Temirchi / Темирчи) — посёлок городского типа, расположенный на территории Китабского района Кашкадарьинской области Республики Узбекистан.

Статус посёлка городского типа с 2009 года.